# Mollusca incertae sedis
Deze tijdelijke clade bevat een aantal uitgestorven fossiele taxa die (nog) niet bij een onderstam of klasse zijn ingedeeld:
- Superfamilie  † Bellerophontoidea McCoy, 1852
- Familie  † Khairkhaniidae Missarzhevsky, 1989
- Familie  † Ladamarekiidae Frýda, 1998
- Superfamilie  † Macluritoidea Carpenter, 1861
- Familie  † Metoptomatidae Wenz, 1938
- Genus  † Ocruranus Liu, 1979
- Familie  † Patelliconidae Frýda, 1998
- Superfamilie  † Pelagielloidea Knight, 1956
- Familie  † Protoconchoididae Geyer, 1994
- Superfamilie  † Scenelloidea S. A. Miller, 1889
- Genus  † Stenothecoides Resser, 1938
- Superfamilie  † Yochelcionelloidea Runnegar & Jell, 1976